# Симон (цар Мукурри)
Симон (VIII ст.) — 4-й цар об'єднаної держави Мукурри і Нобатії з 722 року.

## Життєпис
Про нього обмаль відомостей. Є лише згадка Севера ібн аль-Мукаффи, що цар Захаріас I, бажаючи присвятити себе службу Господу, зрікся трону на користь побратима Симона. Ймовірно, останній все ж був якимось родичем — небожем, братом або шваргом.
Про панування Симона ще менше відомостей. Дата смерті достеменно не відома: за різними гіпотезами від кінця 720-х років до 740 року. Трон за волею Захаріаса I перейшов до Авраама. Це свідчить, що колишній цар за часів Симеона зберігав чималий вплив. Разом з тим факт спокійного переходу влади свідчить про внутрішню стабільність держави.